# Gálatas 3

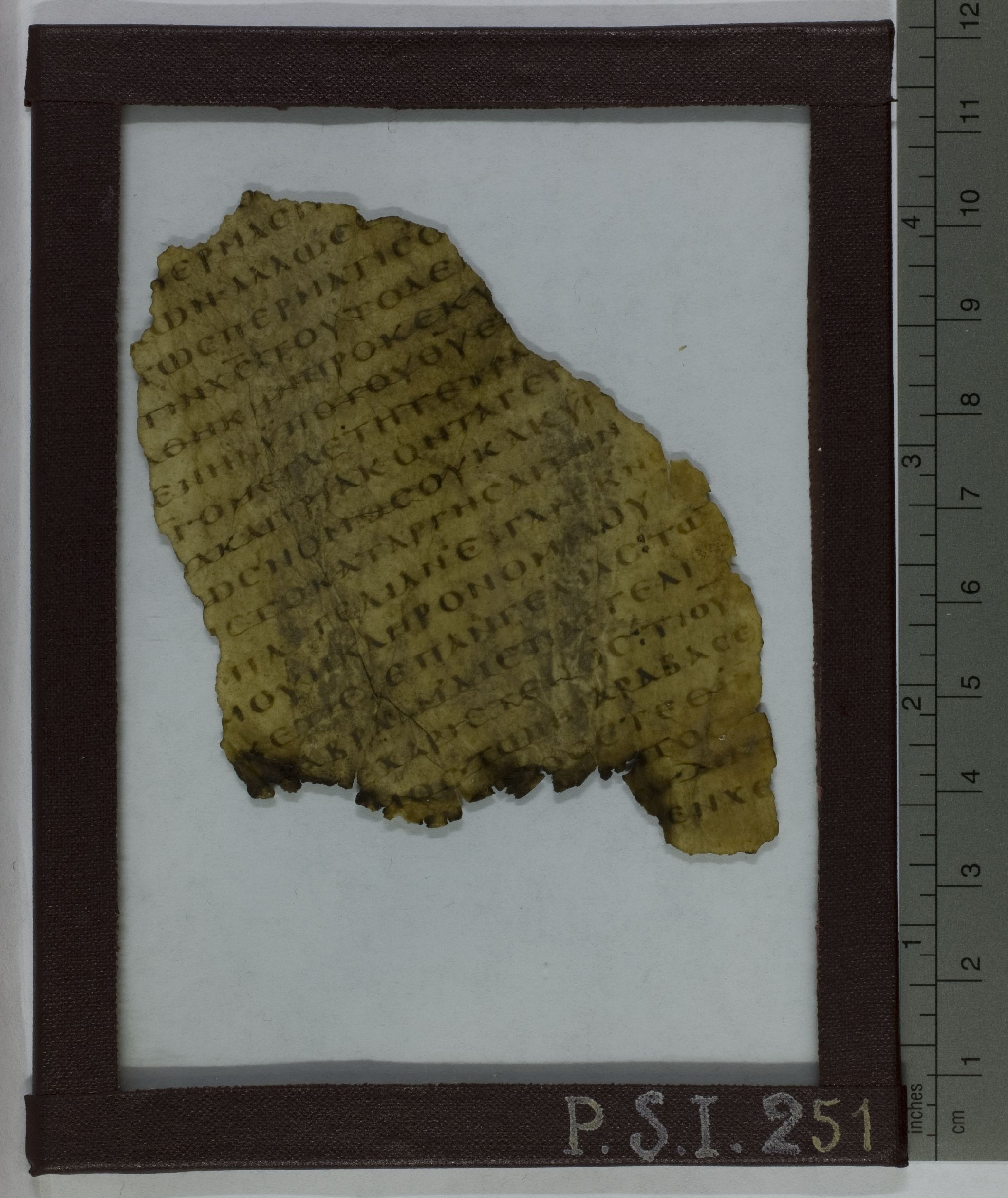
Hoja de pergamino con Gálatas 3:16-25 en Uncial 0176, siglos IV/ V.

Gálatas 3 es el tercer capítulo de la Epístola a los Gálatas del Nuevo Testamento de la Biblia cristiana  Es autoría del apóstol Pablo para las iglesias de Galacia, escrito entre los años 49-58 d. C.. Este capítulo contiene el importante argumento de Pablo sobre la fe de Abraham y su «descendencia», una designación para «los que pertenecen a Jesucristo».

## Texto
El texto original fue escrito en griego koiné. Este capítulo está dividido en 29 versículos.

### Testigos textuales
Algunos manuscritos antiguos que contienen el texto de este capítulo son:
- Papiro 46 (~200 d. C.)
- Codex Vaticanus (325-350)
- Codex Sinaiticus (330-360)
- Uncial 0176 (siglos IV/V; existen los Versículos 16-25)[3]
- Papiro 99 (~400)
- Codex Alexandrinus (400-440)
- Codex Ephraemi Rescriptus (~450; completo)
- Codex Freerianus (~450; existen los Versículos 6-8, 16-17, 24-28)
- Codex Claromontanus (~550)